# سادات چاهن
سادات چاهن، روستایی از توابع بخش زیلائی شهرستان مارگون در استان کهگیلویه و بویراحمد ایران است. مردم این روستا، عموماً اولاد و احفاد امامزاده محمود طیار  هستند. وجه تسمیه آن به درستی معلوم نشده ولیکن این نام را مأخوذ از چاههایی می‌دانند که در نزدیکی آن‌ها واقع شده‌است. سادات چاهن، در چهار روستا به نام‌های چاهن، بال رود، زیرنا و پوله ساکن هستند. رودخانه خرسان از نزدیکی این روستاها عبور می‌کند.

## جمعیت
(جمعیت سایر روستاها لحاظ نشده‌است فقط روستای چاهن ذکر می‌شود)این روستا در دهستان زیلائی قرار دارد و براساس سرشماری مرکز آمار ایران در سال ۱۳۸۵، جمعیت آن ۱٬۱۷۷ نفر (۲۲۹خانوار) بوده‌است.